# Blood and Bones
Ne doit pas être confondu avec Blood and Bone.
Pour plus de détails, voir Fiche technique et Distribution.
Blood and Bones (血と骨, Chi to hone) est un film japonais réalisé par Yōichi Sai, sorti en 2004.

## Synopsis
Shunpei, immigré coréen au Japon pendant la période d'occupation de la Corée, s'est enrôlé dans l'armée impériale pendant la Première guerre mondiale. À son retour, il crée une usine de quenelles de poisson à Osaka ou il s'installe en 1923. D'une nature extrêmement violente, il boit après le travail et est rongé par la haine. Quand l'usine ferme, il entraîne tout son entourage dans son orbite destructrice...

## Fiche technique
- Titre : Blood and Bones
- Titre original : 血と骨 (Chi to hone?)[1]
- Réalisation : Yōichi Sai
- Scénario : Wui Sin Chong et Yōichi Sai, d'après un roman de Yang Seok-il (de)
- Production : Nozomu Enoki et Masaaki Wakasugi
- Musique : Tarō Iwashiro
- Photographie : Takeshi Hamada (ja)
- Montage : Yoshiyuki Okuhara (ja)
- Décors : Toshihiro Isomi (ja)
- Pays d'origine :  Japon
- Langue originale : japonais
- Format : couleur - 1,85:1 - Dolby Digital - 35 mm
- Genre : drame
- Durée : 144 minutes[1]
- Dates de sortie :
  - Japon : 6 novembre 2004[1]
  - France : 20 juillet 2005

## Distribution
- Takeshi Kitano : Kim Jyombion
- Kyōka Suzuki : Li Yonhi
- Joe Odagiri : Takeshi Park
- Tomoko Tabata : Kim Hanako
- Mari Hamada : Sadako Toritani
- Kazuki Kitamura : Yoshio Motoyama
- Yutaka Matsushige : Nobuyoshi Ko
- Yūko Nakamura : Kiyoko Yamanashi

## Autour du film
- Le cinéaste a attendu six ans que Takeshi Kitano soit disponible pour tenir le rôle principal, refusant de tourner avec qui que ce soit d'autre.
- Le titre du film est inspiré d'une chanson coréenne qui dit « J'ai obtenu les os de mon père et la chair de ma mère ».

## Distinctions

### Récompenses
- Nikkan Sports Film Awards 2004 : meilleur film
- Prix du meilleur réalisateur (Yōichi Sai), de la meilleure actrice (Kyōka Suzuki), du meilleur second rôle masculin (Joe Odagiri) lors des Japan Academy Prize 2005[2]
- Prix du meilleur réalisateur, lors des Hōchi Film Awards 2004
- Prix du meilleur second rôle masculin (Joe Odagiri), lors des Blue Ribbon Awards 2005
- Prix du meilleur acteur (Takeshi Kitano), du meilleur réalisateur, du meilleur scénario et du meilleur second rôle masculin (Joe Odagiri), lors des Kinema Junpō Awards 2005
- Prix du meilleur acteur (Takeshi Kitano), du meilleur film, du meilleur second rôle masculin (Joe Odagiri) et du meilleur second rôle féminin (Tomoko Tabata), lors des prix du film Mainichi 2005[3]

### Nominations
- Nominations pour les prix du meilleur film, du meilleur scénario (Wui Sin Chong et Yōichi Sai), du meilleur second rôle féminin (Tomoko Tabata), de la meilleure musique (Tarō Iwashiro), de la meilleure photographie (Takeshi Hamada (ja)), du meilleur éclairage (Hitoshi Takaya), des meilleurs décors (Toshihiro Isomi (ja)), des meilleurs effets sonores (Susumu Take et Osamu Onodera), du meilleur montage (Yoshiyuki Okuhara (ja)), lors des Japan Academy Prize 2005[2]